# 足利俊綱
足利 俊綱（あしかが としつな）は、平安時代末期の武将。鎮守府将軍・藤原秀郷を祖とする藤姓足利氏4代当主。下野国足利荘を本拠とする。

## 出自
藤姓足利氏は下野足利荘を本拠として「数千町」を領掌する郡内の棟梁で、同族である小山氏と勢力を争い「一国之両虎」と称された。安楽寿院領足利荘の立券は開発領主である藤姓足利氏と、院北面として中央に人脈を有する源義国一族との連携によるものであり、藤姓足利氏が現地を管理する下司、義国流源氏は上位の預所として利益を分配していたと見られる。

## 生涯
散位・藤原家綱の子として誕生。俊綱も当初は源氏と協力関係にあり、保元の乱では下野から八田知家と並んで源義朝配下として参戦している。しかし、新田義重が金剛心院領新田荘の下司に任じられて在地への関与を強めると、藤姓足利氏と義国流は競合することになる。仁安年間（1166年～1169年）、俊綱はある女性を凶害したことで足利荘領主職を得替となり、平重盛が新田義重に足利荘を賜うという事態となった。俊綱の愁訴により足利荘改替は何とか回避されるが、新田氏との対立は決定的となった。
俊綱は権益保持のため、重盛の家人で同じ秀郷流藤原氏の伊藤忠清に接近したと推測される。治承4年（1180年）5月の以仁王の挙兵では、俊綱の嫡子・忠綱が忠清の軍に加わり宇治川を先陣で渡河して敵軍を討ち破る大功を立てた。忠綱は勧賞として俊綱のかねてからの望みであった上野国十六郡の大介任官と新田荘を屋敷所にすることを願い出た。しかし他の足利一門が勧賞を平等に配分するよう抗議したため撤回となった。藤姓足利氏は足利荘を本拠としながらも本来の地盤は上野であり、一門を束ねる権威として上野大介の地位を望んだと思われるが、この勧賞撤回騒動は藤姓足利一門の内部分裂の萌芽といえる。なお、藤姓足利氏は終始平氏政権側だったするのが一般的な解釈であるが、平氏に対する恩賞の不満から一時的に頼朝に帰順していたとする見解もある。
寿永2年（1183年）2月、忠綱は志田義広の蜂起に同意して野木宮合戦で頼朝方と戦ったが敗北し、上野山上郷龍奥に籠もった。同年9月、頼朝は和田義茂に俊綱追討を命じ、義茂は三浦義連・葛西清重・宇佐美実政と共に下野に下ったが、俊綱は追討軍が到着する前に家人であった桐生六郎に裏切られて殺害されていた。佐野市田沼町の小中村諏訪の森の中にあった藤森明神が殺害された場所であると言われている。
桐生六郎は俊綱の首を持って鎌倉へ向かい首実検が行われた。下河辺政義が相違ないと確認すると、桐生六郎は御家人として参列させて欲しいと梶原平三に伝えた。しかし、頼朝は「譜第の主人を誅すこと、造意の企て尤も不当なり」として梶原景時に桐生六郎を斬首させた。首は俊綱と共にさらされたという。
俊綱の死後、遺領は没収され足利荘は足利義兼が一元的に管理することになるが、俊綱の子息兄弟や郎従眷属でも帰順した者には処罰を禁じ、妻子らの本宅や資財も安堵した。また、この辺りで一時的ではあるが、佐野基綱が足利を名乗っている。
俊綱の墓は現存していないが、佐野市石塚町の寄明院が菩提寺と伝わっている。

## 俊綱の死亡時期について
志田義広の蜂起と野木宮合戦は、寿永2年（1183年）2月に起こったことが『吾妻鏡』の切り貼りの誤謬により養和元年（1181年）閏2月に挿入されたものと見られている。従来は足利俊綱の滅亡は志田義広の蜂起に連動したものであり、俊綱滅亡の9月の記事も同じく養和元年（1181年）条に誤って挿入されたものと考えられてきた。
一方で九条兼実の日記『玉葉』養和元年（1181年）8月12日条には「伝え聞く、足利俊綱頼朝に背くの聞こえあり」とある。時期的に『吾妻鏡』の日付と符合しており、以後は貴族の日記に俊綱の名が現れることはない。また、俊綱追討軍を率いた和田義茂は頼朝の寝所警護衆であるが、『吾妻鏡』寿永元年（1182年）12月7日条が最終所見で以後は姿を消すため、寿永2年（1183年）には死去していた可能性もある。養和元年（1181年）は源姓足利義兼・新田義重が頼朝に帰順し、一門からは佐貫広綱が頼朝の御家人となり、佐位七郎弘助・那和太郎は木曾義仲に従って横田河原の戦いに参戦するなど、藤姓足利氏は外圧と内部崩壊の危機に晒されていた。折りしも平氏政権は藤原秀衡を陸奥守、城助職を越後守に任じるなど各地の有力者を味方に引き入れようと躍起になっており、追い詰められた藤姓足利氏が平氏政権の勧誘によりこの時期に蜂起する蓋然性は高いといえる。その場合、足利忠綱は養和元年（1181年）に帰順した子息兄弟に含まれており、寿永2年（1183年）に再び頼朝に反抗したとも考えられる。
もっともこれに対しては、養和元年（1181年）閏2月条には前年の夏に志田義広が以仁王の令旨を受けた事が明記されており、以仁王の乱の翌年にあたる養和元年に志田義広の蜂起と野木宮合戦の記事を置くことを単純な切り貼りの誤謬で片づけることにも疑問が出され、志田義広の蜂起と野木宮合戦を養和元年（1181年）閏2月の出来事が正しいと解した方が時系列として無理なく説明できるとする説もある。